# Leader
Leader (tạm dịch: "Kẻ dẫn đầu") là một đĩa đơn quảng bá cho album năm 2018 của nữ ca sĩ kiêm sáng tác nhạc người Việt Nam Vũ Cát Tường mang tên Stardom. Ca khúc được xem là một "bản tuyên ngôn" chắc nịch về sự tự tin cũng như mong muốn chuyển mình mạnh mẽ của Tường trong việc phá bỏ về hình tượng "nữ ca sĩ hát nhạc ballad" cô từng bị truyền thông và khán giả áp đặt lên mình. Leader là một ca khúc rap với giai điệu mới lạ, lời viết mang đậm tính tự sự và thể hiện khát vọng của Vũ Cát Tường trong việc thay đổi hình ảnh bản thân theo ý mình muốn, không đi theo bất kì khuôn mẫu và không bị chi phối, sợ hãi trước sự đánh giá của bất cứ ai.

## Bối cảnh ra mắt
Ngày 25 tháng 9 năm 2018, Vũ Cát Tường đã bất ngờ tung ra teaser đầu tiên về việc ra mắt ca khúc mới mang tên Leader trên nền tảng V LIVE. 3 ngày sau đó, teaser thứ 2 cho MV đã được tung ra trên YouTube, thông báo rằng cô sẽ ra mắt MV vào đúng ngày sinh nhật của mình, tức ngày 2 tháng 10.
Việc thông báo ra mắt Leader đã nhận được sự chú ý của truyền thông, qua các đoạn giai điệu được hé lộ, ta thấy được đây là một ca khúc với thể loại nhạc hoàn toàn mới, cùng với câu nói nổi bật trong teaser:
Trời sinh ba chữ "Vũ Cát Tường". Những đoạn nhạc với giai điệu bắt tai mang hơi hướng hip hop cùng với đoạn rap ngắn của Tường đã khiến concept của bài hát dễ dàng được phỏng đoán là sẽ khác hẳn với những ca khúc ballad da diết của Tường trước đây.
Ngày 02 tháng 10 năm 2018, Leader chính thức được ra mắt trên các nền tảng nghe nhạc và YouTube. Ca khúc nhanh chóng thu hút sự chú ý của khán giả và tạo ra những cuộc tranh cãi về sự chuyển đổi quá mới mẻ này của Tường. Vào ngày họp báo album mới của mình, Tường cũng đã gửi những lời mong muốn đến khán giả của mình về Leader rằng:
| “ | Lần đầu tiên rap, Tường cũng không dám nghe lại, vì nó nghe rất là buồn cười, và tới thời điểm hiện tại cũng đã đỡ hơn chút xíu rồi. Mong rằng khán giả sẽ cho Tường thêm 2 3 năm nữa để hoàn thiện khả năng rap của mình, vì Tường nghĩ rằng mình sẽ không thể thụt lùi nếu cứ cố gắng hằng ngày, hằng đêm, chắc chắn sẽ có ngày mình thay đổi | ” |

## Phản ứng của khán giả
Vì là lần đầu tự sáng tác và thể hiện một ca khúc nhạc rap nên Leader đã khiến cho Vũ Cát Tường phải hứng chịu nhiều chỉ trích không đáng có. Tuy nhiên, ca khúc vẫn nhận được sự đánh giá cũng như phản hồi tích cực từ nhiều khán giả và các nhà sản xuất âm nhạc quốc tế.

## Biểu diễn trực tiếp
Leader đã được Vũ Cát Tường biểu diễn trực tiếp lần đầu tiên tại Liên hoan bài hát Châu Á (Asia Song Festival) năm 2018. Vũ Cát Tường đã xuất hiện trong bộ vest xanh đầy lịch lãm và trình diễn ca khúc trong sự hưởng ứng tích cực của các khán giả
Ngoài ra, Leader cũng đã được biểu diễn tại Stardom Concert năm 2018, cũng như là màn trình diễn mở đầu cho Inner Me Concert năm 2019 của cô.
.